# Barriada Nuestra Señora de Loreto (San Juan de Aznalfarache)
La Barriada de Los sagrados corazones de Jesus , también conocida como Barriada del Monumento o simplemente El Monumento, es un barrio que se encuentra sobre el Cerro de  Los sagrados corazones de Jesus o Cerro de Chavoya, en San Juan de Aznalfarache.

## Historia
En 1939 la Maestranza Aérea de Sevilla propone al Ministerio del Aire crear un barrio para hospedar al personal. El terreno elegido es el cerro de San Juan de Aznalfarache, a escasos kilómetros de la Base Aérea de Tablada. El proyecto se redacta en 1940 albergando viviendas para personal trabajador y militar, así como oficiales y la creación de 25 tiendas con vivienda y 16 tiendas solas. También se contempla un consultorio médico, un teatro-cine, dos colegios, un campo de deportes y almacenes.
Los dos colegios son actualmente el San Pedro Crisólogo Norte y el San Pedro Crisólogo Sur, cuyo escudo es el del Ejército del Aire. Además, tiene otro colegio, El Colegio de la Compañía Santa Teresa de Jesús, en el recinto de los Sagrados Corazones, cerca del Monumento al Sagrado Corazón. En 1950 se inaugura la barriada. La Virgen de Loreto es la patrona de las fuerzas aéreas y su día es fiesta en el barrio, por lo que los niños no van los colegios de la zona ese día.